# Hussein Jelaad
Hussein Jelaad (arabiska: حسين جلعاد), född 1970, är en jordansk författare och journalist, bosatt i Doha i Qatar. Han har publicerat två diktsamlingar, och arbetar även som journalist på al-Jazeera, där han skriver om politik och kultur.
Jelaad var en av de 39 arabiska författare under 40 år som valdes ut till antologin Beirut 39, huvudprojektet när Beirut var Unescos bokhuvudstad 2009.